# Helmut Schönenberger (Ingenieur)
Helmut Schönenberger (* 1972 in München) ist ein deutscher Luft- und Raumfahrttechniker und Professor für Entrepreneurship. Er ist Mitgründer und CEO der UnternehmerTUM GmbH und Vizepräsident für Entrepreneurship der Technischen Universität München.

## Werdegang
Schönenberger studierte von 1992 bis 1998 Luft- und Raumfahrttechnik an der Universität Stuttgart (Diplom-Ingenieur). Von 1997 bis 1998 war er wissenschaftlicher Mitarbeiter an der University of California und arbeitete dort an der Flugbahnoptimierung für Space Shuttle als Auftragsforschung für Boeing und NASA. An der TU München absolvierte er von 1998 bis 2000 ein Management-Aufbaustudium mit Schwerpunkt in Information und Kommunikation, Entrepreneurship und Personal. Während dieser Zeit war er Stipendiat der Bayerischen Elite Akademie und gründete mit anderen Studierenden TUMorrow GmbH und den TUM Business Club e. V. Seine Promotion vollzog er 2005 an der Fakultät für Wirtschaftswissenschaften an der Technischen Universität München zum Thema „Kommunikation von Unternehmertum“. 
2002 gründeten Schönenberger und Bernward Jopen zusammen mit Susanne Klatten die UnternehmerTUM GmbH, mit mittlerweile über 350 Mitarbeitern und 50 Technologie-Start-ups im Jahr eines der größten Gründungszentren der Welt. Das Münchner Innovations- und Gründungszentrum hat bis 2022 rund 550 Unternehmen hervorgebracht, darunter etwa das mittlerweile börsennotierte Flugtaxi-Start-Up Lilium. Seit 2011 ist Schönberger zudem Mitgründer und Geschäftsführer der Unternehmertum Venture Capital Partners GmbH.
An der TU München ist er außerdem Honorarprofessor für Entrepreneurship Practice der TUM School of Management und seit 2020 Vice President Entrepreneurship. Seit 2023 ist Schönenberger Mitglied des neunköpfigen Vorstandsteams des „Startup-Verbands“, eines Interessenverbands deutscher Start-up-Unternehmen.

## Funktionen
- Vice President Entrepreneurship der TUM (seit 01/2020)[11]
- Mitglied des Aufsichtsrats der Deutsche Energie-Agentur GmbH (seit 11/2017)[12]
- Mitgründer und Geschäftsführer der UnternehmerTUM MakerSpace GmbH (seit 12/2014)
- Mitgründer und Geschäftsführer der Unternehmertum Venture Capital Partners GmbH (seit 05/2011)
- Mitgründer und CEO von UnternehmerTUM GmbH (seit 02/2002)

## Auszeichnungen
- 2025: München leuchtet in Silber
- 2006: Wissenschaftspreis der BayernLB
- 2004: Karl Max von Bauernfeind-Medaille
- 2000: Werner von Siemens Excellence Award
- 1999: Stipendiat der Bayerischen EliteAkademie

## Veröffentlichungen (Auszug)
- Schönenberger, H. (2022): Gründerzentren als Gewächshäuser für Innovation, in Gautam-Nigge, D (Hrsg.): Ecosystem Innovation: Mit Innovationen unsere Zukunft sichern, Haufe Fachbuch
- Schönenberger, H. (2020) „Unternehmertum“ – Ein Makel der Wissenschaft? in Herrmann, W. A. (Hrsg.): Geld für die Wissenschaft Finanzierungsmodelle versus Forschungsfreiheit, 1. Auflage, Verlag der Technischen Universität München
- Schönenberger, H. (2016): Chapter 4: Systematic spin-off processes in university–industry ecosystems in De Cleyn, S. H. / Festel, G. (ed) Academic Spin-Offs and Technology Transfer in Europe. Best Practices and Breakthrough Models, Edward Elgar Publishing, Page Range: 77–92
- Schönenberger, H. (2005): Kommunikation von Unternehmertum: eine explorative Untersuchung im universitären Umfeld, GWV Fachverlag GmbH, Wiesbaden